# Mercury Sable
Mercury Sable – samochód osobowy klasy wyższej produkowany pod amerykańską marką Mercury w latach 1985–2009.

## Pierwsza generacja

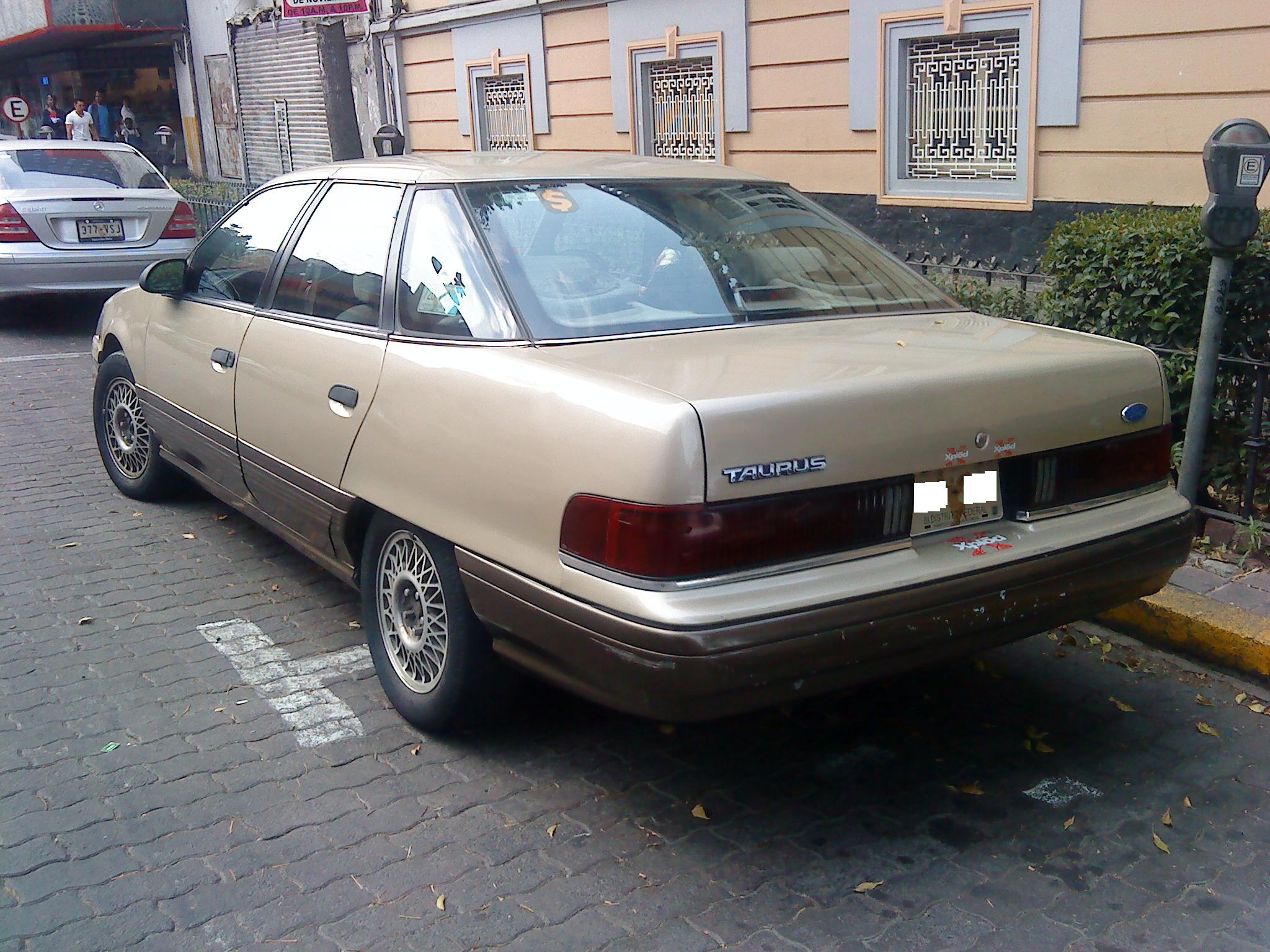
Mercury Sable I – tył

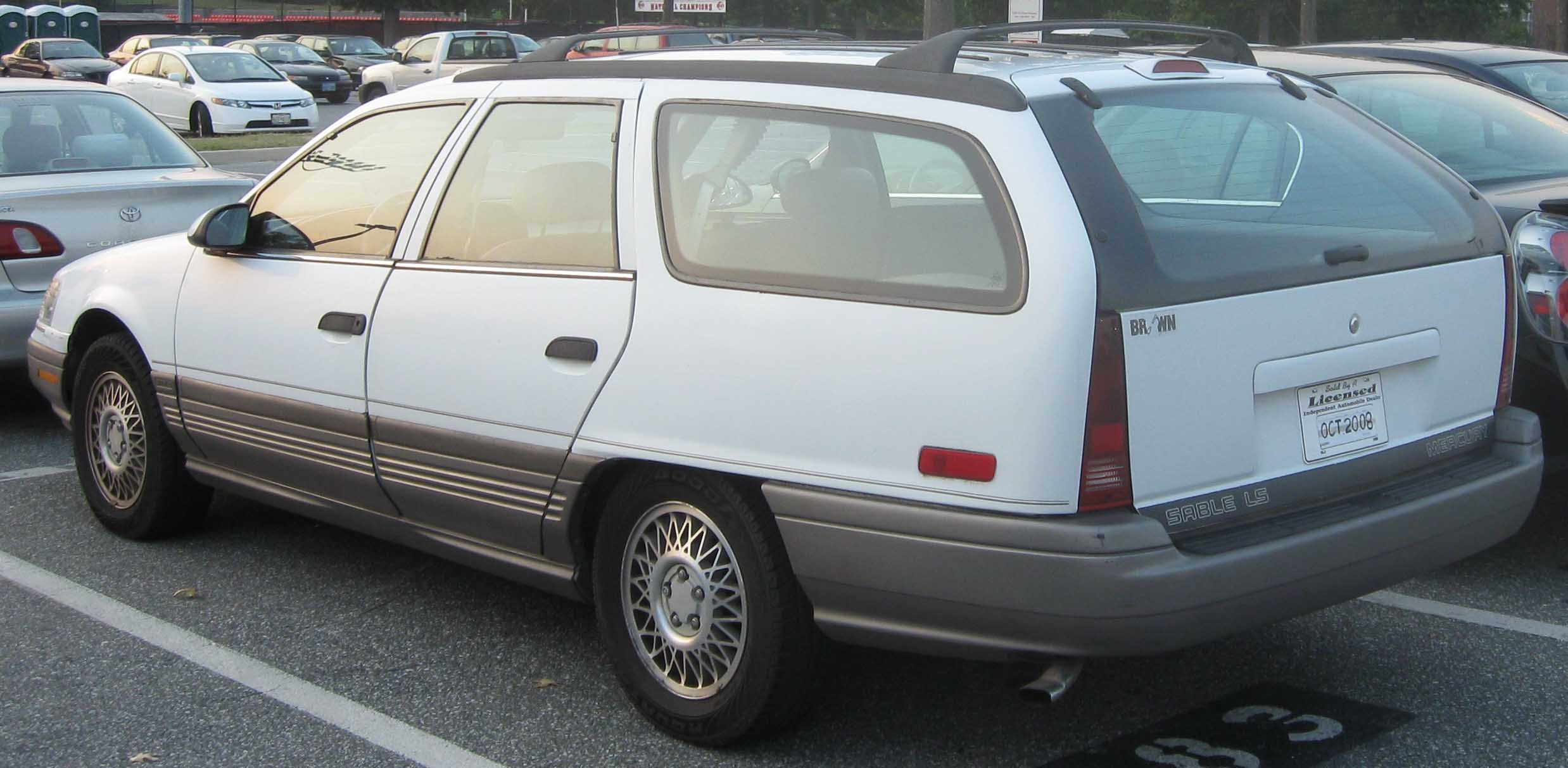
Mercury Sable I Kombi

Mercury Sable I został zaprezentowany po raz pierwszy w 1985 roku.
Sable, razem z Taurusem, rozpoczęły nową erę w stylistyce samochodów koncernu Forda. Wersja od Mercury prezentowała się jednak szczególnie futurystycznie. Karoseria Sable miała bardzo aerodynamiczny kształt, mając niski współczynnik Cx. Charakterystycznym elementem nadwozi był pas przedni, który oprócz tradycyjnych reflektorów posiadał półprzezroczystą „listwę” z tworzywa sztucznego, za którą ukryto kilka niskowatowych żarówek. Słupki B i krańcowe części tylnej szyby były malowane na czarno, dając złudzenie, że przeszklone powierzchnie są ze sobą połączone. We wnętrzu instalowano opcjonalnie dwa oddzielne siedzenia, co było bardzo rzadkie w tej klasie samochodów w latach 80.
W pierwszym roku obecności Sable na rynku klienci mogli wybrać 2 silniki: 91-konnego, 2,5-litrowego HSC R4 i 142-konnego, 3,0-litrowego Vulcana V6 – z salonów wyjeżdżało znacznie więcej samochodów z tym mocniejszym. Sprzedaż 92-konnego modelu była tak niska, że już rok później wycofano go z oferty (do 1991 instalowano go w bliźniaczym Taurusie). W 1988 r. do gamy dołączył 3,8-litrowy Essex V6. Mimo że jego moc maksymalna była taka sama, jak w mniejszym Vulcanie, to maks. moment obrotowy wynosił 291 Nm – 74 Nm więcej.

### Wersje wyposażenia
| Wersja | Lata        | Silnik                         | Skrzynia biegów               |
| ------ | ----------- | ------------------------------ | ----------------------------- |
| GS LS  | 1986        | 2,5 l HSC R4                   | 3-biegowa automatyczna ATX    |
| GS LS  | 1986        | 3,0 l Vulcan V6                | 4-biegowa automatyczna AXOD   |
| GS LS  | 1987        | 3,0 l Vulcan V6                | 4-biegowa automatyczna AXOD   |
| GS LS  | 1988 – 1990 | 3,0 l Vulcan V6 3,8 l Essex V6 | 4-biegowa automatyczna AXOD   |
| GS LS  | 1991        | 3,0 l Vulcan V6 3,8 l Essex V6 | 4-biegowa automatyczna AXOD-E |

### Dane techniczne
| Silnik       | Układ i liczba cylindrów | Pojemność skokowa [cm³] | Moc maksymalna [KM (kW) przy obr./min] | Maksymalny moment obrotowy [Nm przy obr./min] | Średnie zużycie paliwa [l/100 km] |
| ------------ | ------------------------ | ----------------------- | -------------------------------------- | --------------------------------------------- | --------------------------------- |
| 2,5 l HSC    | poprzecznie, R4          | 2513                    | 91 (67) przy 4400                      | 176 przy 2600                                 | 10,3                              |
| 3,0 l Vulcan | poprzecznie, V6          | 2986                    | 142 (104) przy 4800                    | 217 przy 3000                                 | 9,8                               |
| 3,8 l Essex  | poprzecznie, V6          | 3797                    | 142 (104) przy 3800                    | 291 przy 2200                                 | 10,2                              |

## Druga generacja

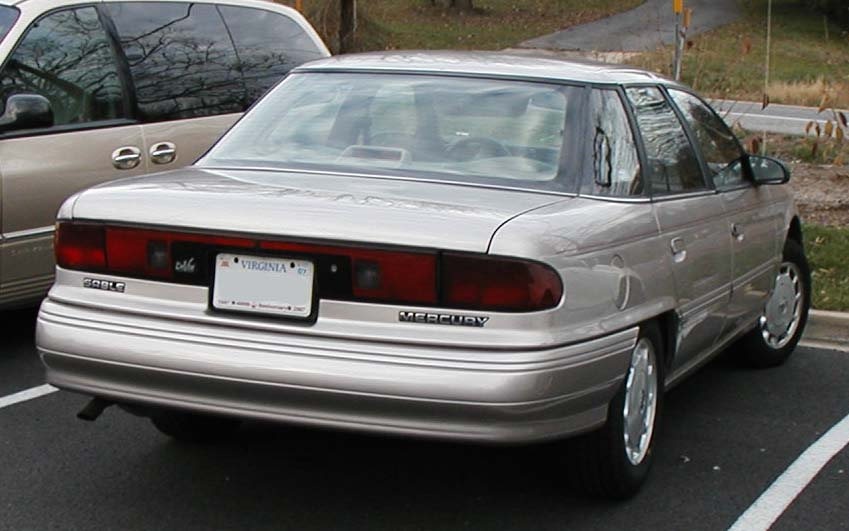
Mercury Sable II – tył

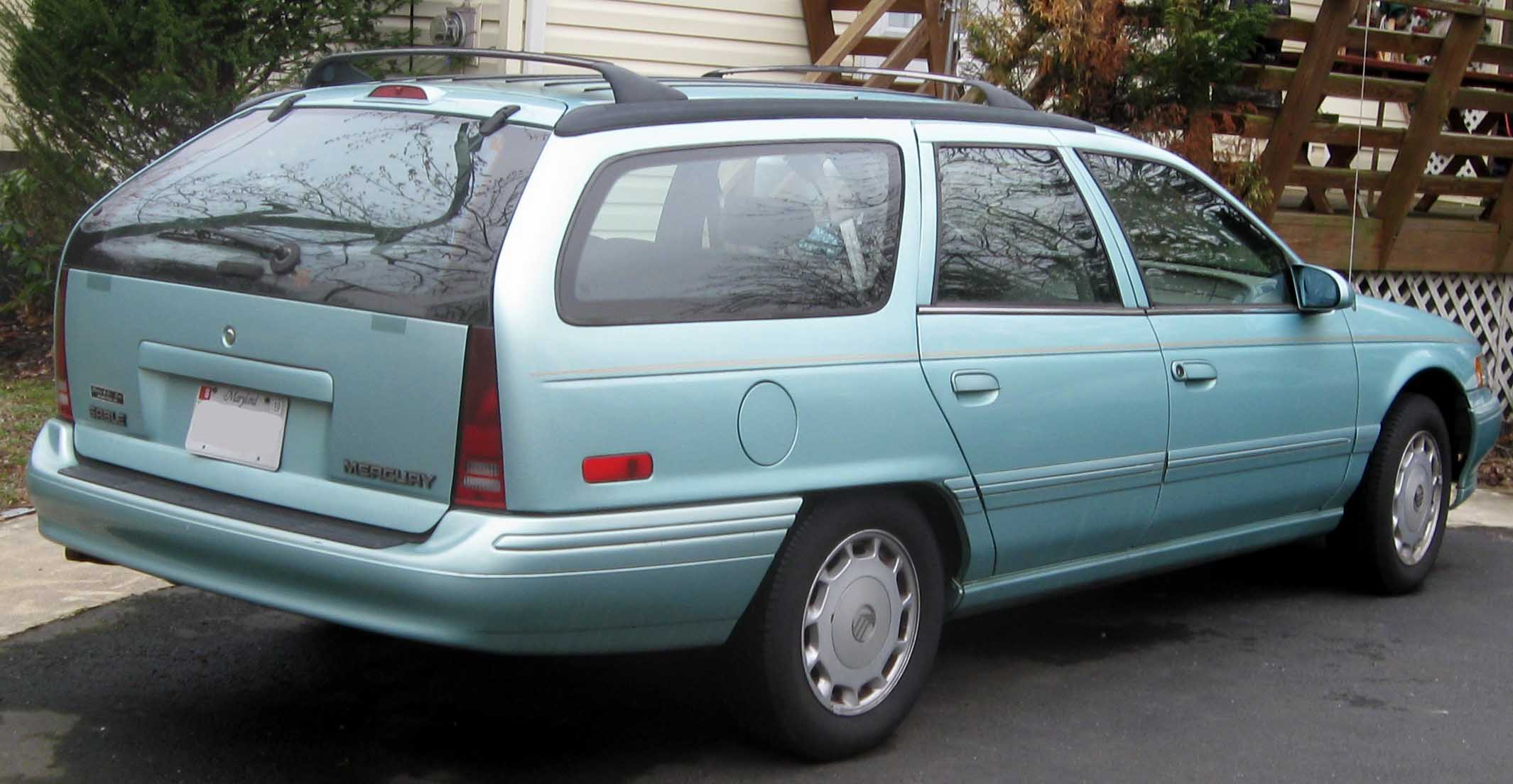
Mercury Sable II Kombi

Mercury Sable II został zaprezentowany po raz pierwszy w 1991 roku.
W 1991 roku Mercury przeprowadziło gruntowną modernizację Sable, w ramach której samochód przeszedł modyfikacje wyglądu i promowany był jako nowa, druga generacja. Operacja ta kosztowała Forda 650 milionów ówczesnych dolarów. W porównaniu z pierwszą wersją Sable, w drugiej zmieniono wszystko oprócz dachu. Wnętrze również zmodyfikowano, a w dodatku opcjonalnie oferowano boczne poduszki powietrzne.
W 1993 zrezygnowano z kilku mało popularnych opcjonalnych elementów wyposażenia, jak np. podgrzewanej szyby przedniej InstaClear. Poduszka powietrzna pasażera stała się standardem na rok modelowy 1993, a zmodyfikowane airbag kierowcy i kierownica – na 1994.
W kombi oferowano głównie te same opcje, co w sedanie. Po złożeniu drugiego rzędu siedzeń pojemność bagażnika wynosiła 2297 litrów. Instalowano też specjalną klapę bagażnika – można było otworzyć samą szybę, jak i całe drzwi. Innymi gadżetami były relingi dachowe, składany trzeci rząd siedzeń, schowki pod podłogą bagażnika i wysuwany stolik piknikowy. Ze standardowym układem siedzeń (2/3 + 3) bagażnik mieścił 1294 l (do dachu). Kombi wyposażone w przednią 3-osobowa kanapę i trzeci rząd siedzeń mieściły 8 osób.

### Wersje wyposażenia
| Wersja | Lata        | Silnik                         | Skrzynia biegów                                         |
| ------ | ----------- | ------------------------------ | ------------------------------------------------------- |
| GS LS  | 1992        | 3,0 l Vulcan V6 3,8 l Essex V6 | 4-biegowa automatyczna AXOD-E                           |
| GS LS  | 1993 – 1995 | 3,0 l Vulcan V6 3,8 l Essex V6 | 4-biegowa automatyczna AX4S 4-biegowa automatyczna AX4N |
| LTS    | 1995        | 3,0 l Vulcan V6 3,8 l Essex V6 | 4-biegowa automatyczna AX4S 4-biegowa automatyczna AX4N |

### Dane techniczne
| Silnik       | Układ i liczba cylindrów | Pojemność skokowa [cm³] | Moc maksymalna [KM (kW) przy obr./min] | Maksymalny moment obrotowy [Nm przy obr./min] | Średnie zużycie paliwa [l/100 km] |
| ------------ | ------------------------ | ----------------------- | -------------------------------------- | --------------------------------------------- | --------------------------------- |
| 3,0 l Vulcan | poprzecznie, V6          | 2986                    | 142 (104) przy 4800                    | 217 przy 3000                                 | 9,8                               |
| 3,8 l Essex  | poprzecznie, V6          | 3797                    | 142 (104) przy 3800                    | 291 przy 2200                                 | 10,2                              |

## Trzecia generacja

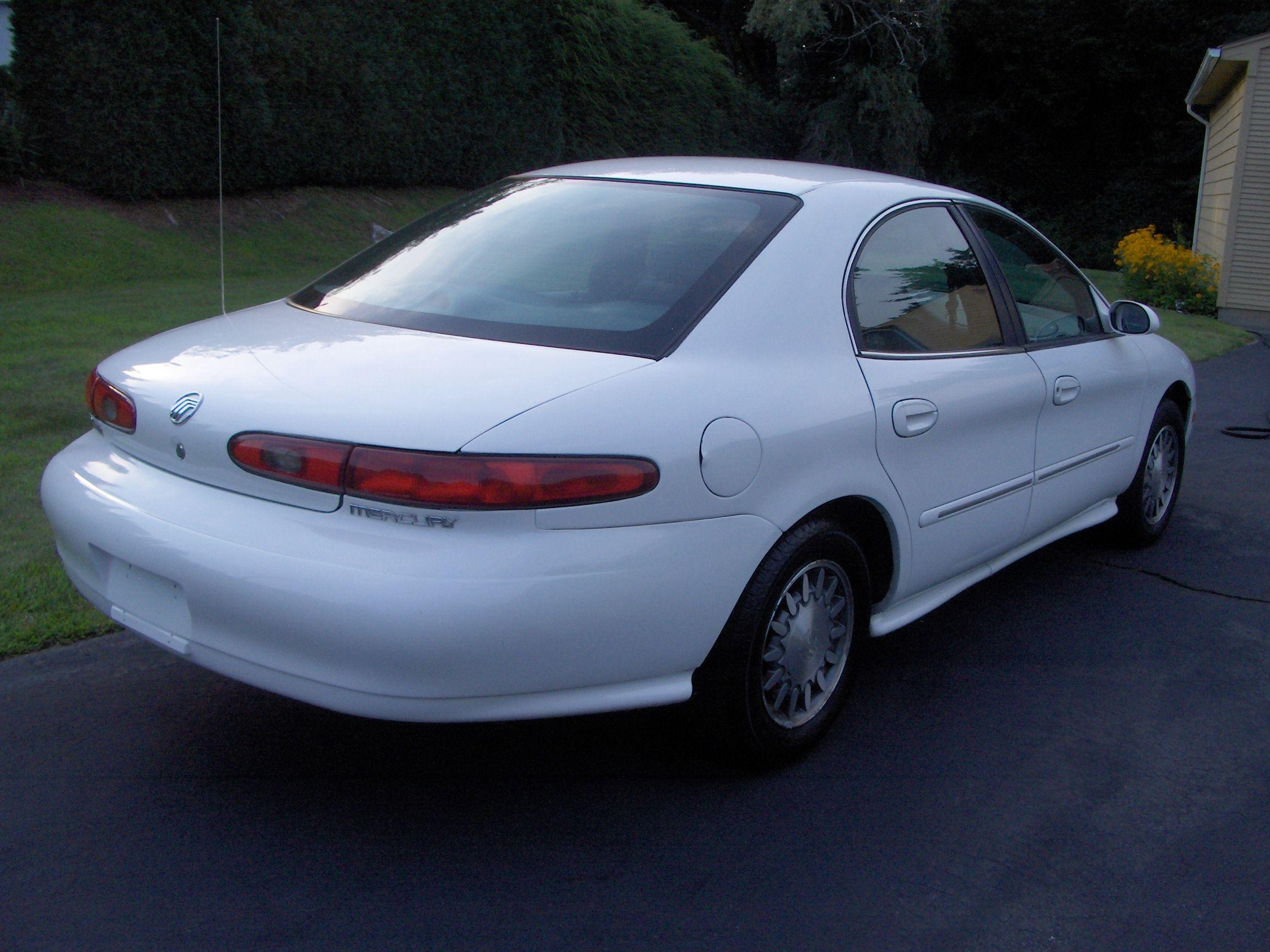
Mercury Sable III – tył

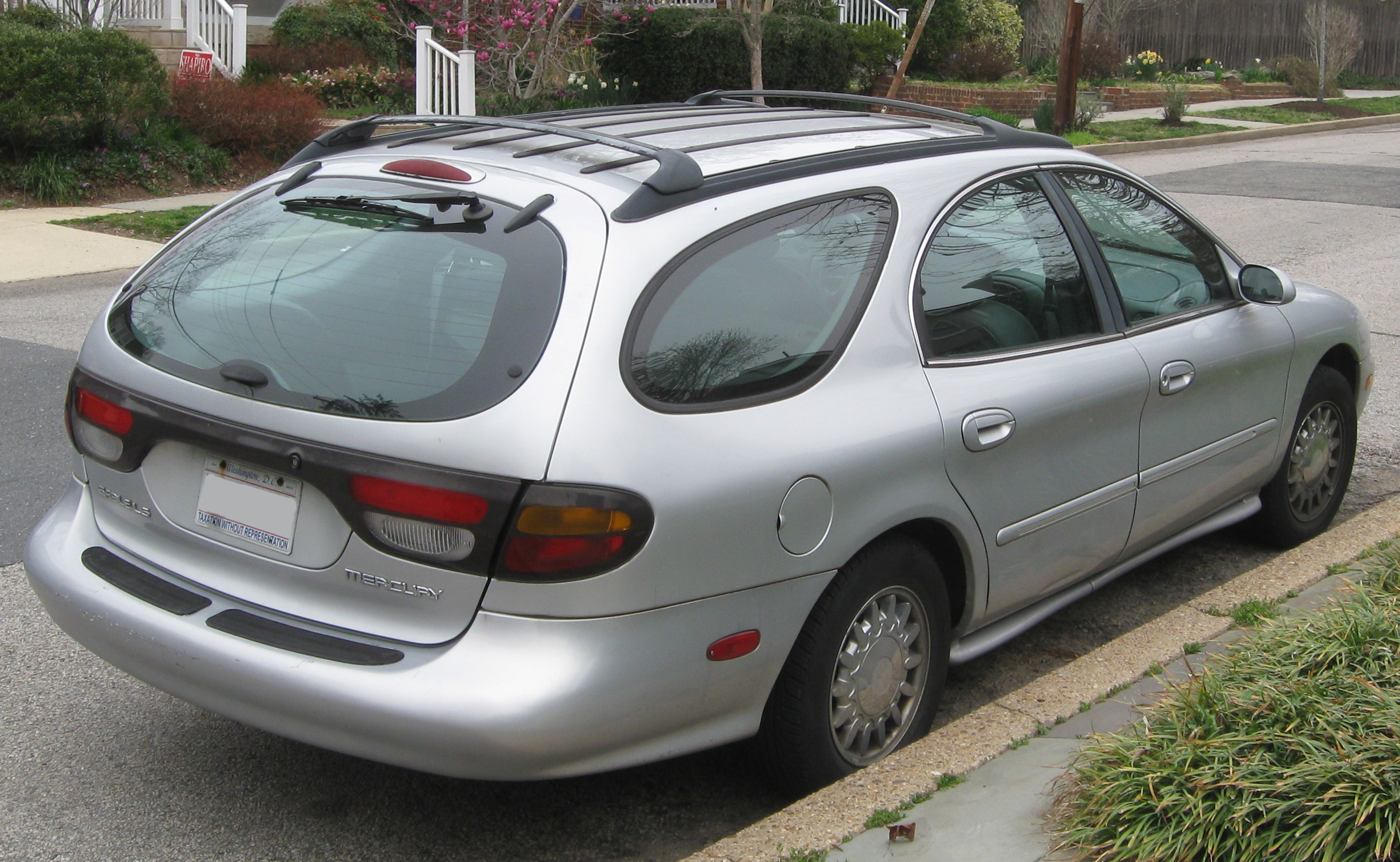
Mercury Sable III Kombi

Mercury Sable III został zaprezentowany po raz pierwszy w 1996 roku.
Zupełnie nowa, zbudowana od podstaw trzecia generacja trafiła do sprzedaży w lipcu 1996 roku. Samochód otrzymał futurystyczny, równie nieszablonowy i kontrowersyjny wygląd co pierwsze wcielenie, które zadebiutowało dekadę wcześniej. Oryginalna stylistyka nie przełożyła się jednak na pozytywne recenzje zarówno wśród mediów motoryzacyjnych, jak i konsumentów. Porażką zakończyły się też próby pozycjonowania Sable jako modelu luksusowego, co przełożyło się na wyższą cenę.
Na początku produkcji Sable standardowo wyposażano w 3,0-litrowy, 147-konny silnik Vulcan V6. Jako opcja dostępny był 3,0-litrowy, 203-konny DOHC Duratec 30 V6. Wersje wyposażeniowe pozostały takie same, jak w poprzedniej generacji – modelem bazowym był GS, a bardziej luksusowym LS. Zrezygnowano jednak z LTS. DOHC Duratec V6 w 1999 łączono tylko z lepiej wyposażoną LS. W tym samym roku w GS opcjonalnie oferowano dwa oddzielne siedzenia z przodu (seryjnie instalowano 3-osobową kanapę). Zaraz po wejściu kolejnej generacji samochodu na rynek, Mercury mówił o zwiększonej mocy silnika Vulcan z nadzieją na zwiększenie sprzedaży.
By pomóc szybko spadającej sprzedaży Sable, na rok modelowy 1997 obniżono cenę samochodu. Na 1998 lekko zmodyfikowano pas przedni, a na 1999 zmniejszono cenę zakupu nawet o 2000 $. Wciąż obcinano koszty, eliminując niektóre opcje w 1999.

### Wersje wyposażenia
| Wersja | Lata        | Silnik                                   | Skrzynia biegów                                         |
| ------ | ----------- | ---------------------------------------- | ------------------------------------------------------- |
| GS LS  | 1996 – 1998 | 3,0 l Vulcan V6 3,0 l DOHC Duratec 30 V6 | 4-biegowa automatyczna AX4S 4-biegowa automatyczna AX4N |
| GS     | 1999        | 3,0 l Vulcan V6 3,0 l DOHC Duratec 30 V6 | 4-biegowa automatyczna AX4S 4-biegowa automatyczna AX4N |
| LS     | 1999        | 3,0 l Vulcan V6 3,0 l DOHC Duratec 30 V6 | 4-biegowa automatyczna AX4S 4-biegowa automatyczna AX4N |

### Dane techniczne
| Silnik           | Układ i liczba cylindrów | Pojemność skokowa [cm³] | Moc maksymalna [KM (kW) przy obr./min] | Maksymalny moment obrotowy [Nm przy obr./min] | Średnie zużycie paliwa [l/100 km] |
| ---------------- | ------------------------ | ----------------------- | -------------------------------------- | --------------------------------------------- | --------------------------------- |
| 3,0 l Vulcan     | poprzecznie, V6          | 2986                    | 147 (108) przy 5250                    | 230 przy 3250                                 | 11,2                              |
| 3,0 l Duratec 30 | poprzecznie, V6          | 2967                    | 203 (149) przy 5750                    | 271 przy 4500                                 | 11,3                              |

## Czwarta generacja

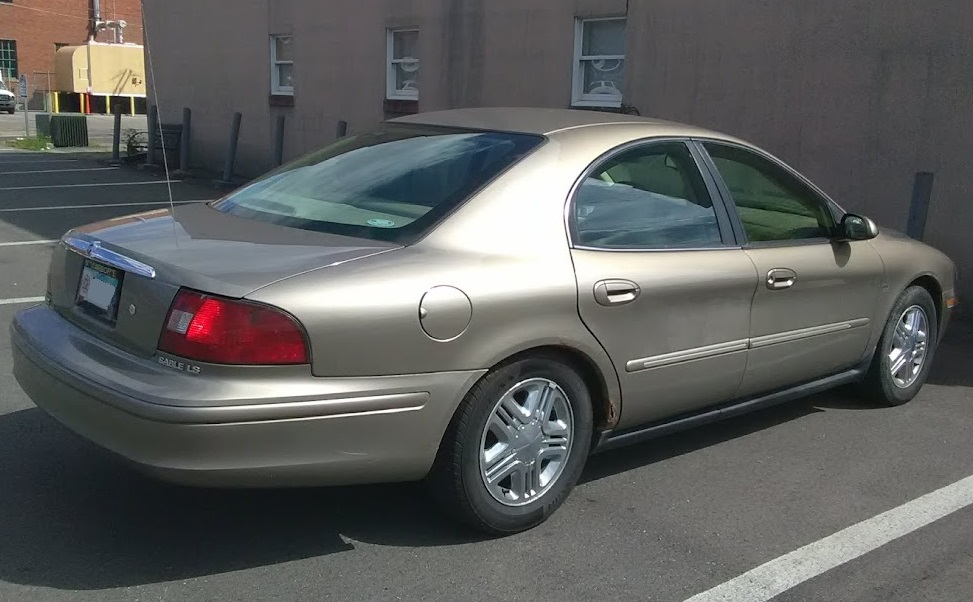
Mercury Sable IV – tył

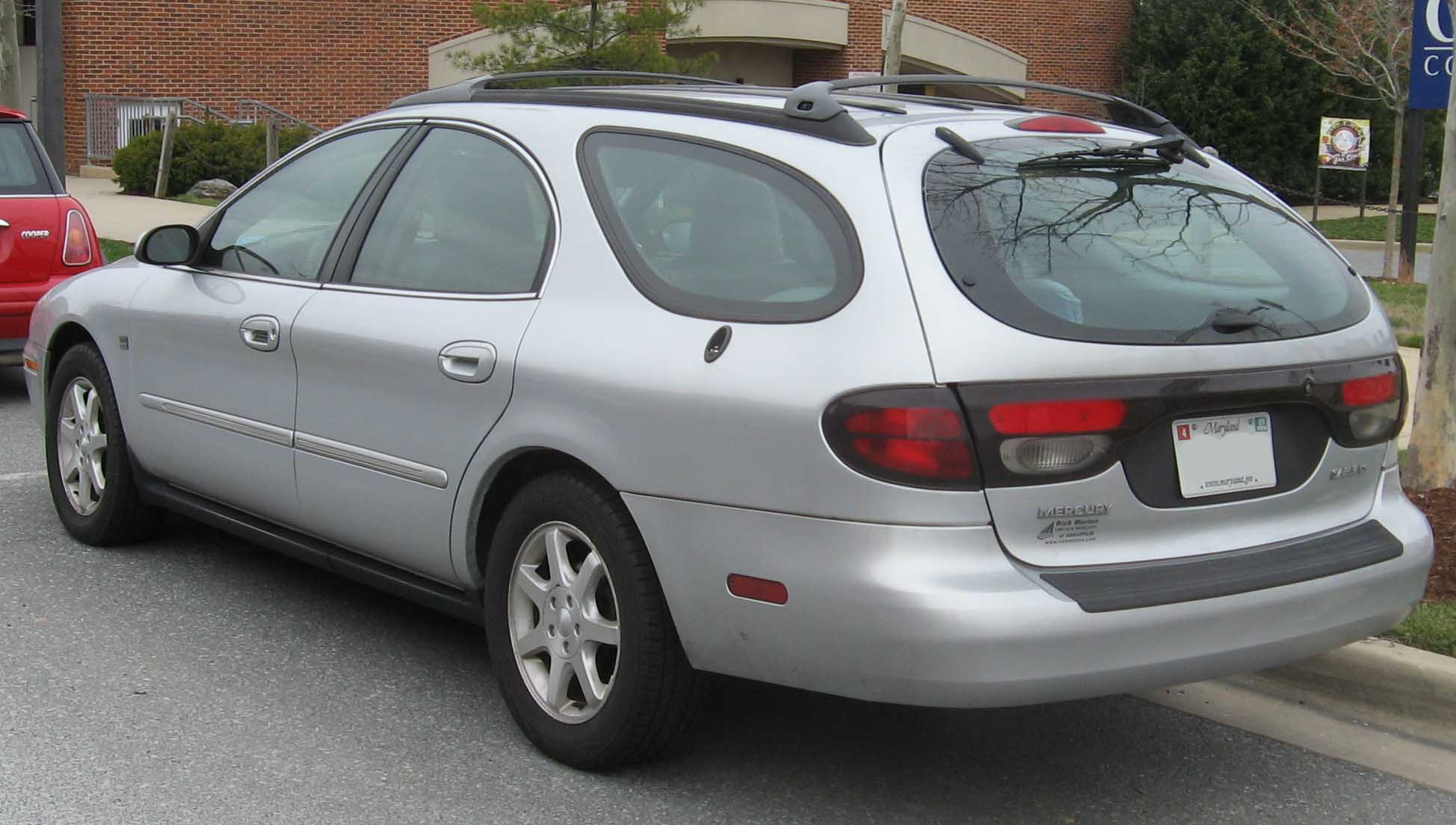
Mercury Sable IV Kombi

Mercury Sable IV został zaprezentowany po raz pierwszy w 1999 roku.
Kolejna, czwarta generacja Sable do sprzedaży weszła w 1999 roku. Złagodziła bardzo kontrowersyjny design poprzedniej wersji, dodając samochodowi atrakcyjności. Wyżej poprowadzono linię dachu, zwiększając ilość przestrzeni na głowę dla pasażerów tylnej kanapy. Przy okazji wersji kombi przybyło praktyczności (wyższe wnętrze dało pojemniejszy bagażnik). Wnętrze również stało się bardziej konserwatywne. Zrezygnowano z wielu owalnych elementów, chociażby części deski rozdzielczej skupiającej przyciski radia i klimatyzacji. Zmieniono zawieszenie na bardziej miękkie, by zwiększyć komfort podróżowania. W celu zmniejszenia ceny i zwiększenia rentowności sprzedaży zaprzestano instalowania niektórych elementów (np. hamulców tarczowych we wszystkich kołach).
Na rok modelowy 2002 wprowadzono kilka bezpłatnych opcji do poszczególnych wersji Sable. W GS oferowano odtwarzacz płyt CD i elektrycznie sterowany fotel kierowcy, w LS elektryczny szyberdach lub skórzane obicia siedzeń. Boczne poduszki powietrzne i system kontroli trakcji były dostępne w obu modelach. Dwa lata później Sable otrzymał face-lifting, lekko zmieniono przednie i tylne części nadwozia (najłatwiej wersje po modyfikacji można rozpoznać po całym grillu pokrytym chromem).
W 2003 roku wprowadzono wersję Platinum Edition, która zawierała skórzaną tapicerkę, specjalne koła i znaczki identyfikujące. Dostępna była tylko jako opcja w LS.

### Wersje wyposażenia
| Wersja | Lata        | Silnik                   | Skrzynia biegów             |
| ------ | ----------- | ------------------------ | --------------------------- |
| GS     | 2000 – 2005 | 3,0 l Vulcan V6          | 4-biegowa automatyczna AX4N |
| LS     | 2000 – 2005 | 3,0 l DOHC Duratec 30 V6 | 4-biegowa automatyczna AX4N |

### Dane techniczne
| Silnik           | Układ i liczba cylindrów | Pojemność skokowa [cm³] | Moc maksymalna [KM (kW) przy obr./min] | Maksymalny moment obrotowy [Nm przy obr./min] | Średnie zużycie paliwa [l/100 km] |
| ---------------- | ------------------------ | ----------------------- | -------------------------------------- | --------------------------------------------- | --------------------------------- |
| 3,0 l Vulcan     | poprzecznie, V6          | 2986                    | 157 (116) przy 5000                    | 250 przy 3250                                 | 10,7                              |
| 3,0 l Duratec 30 | poprzecznie, V6          | 2967                    | 203 (149) przy 5750                    | 271 przy 4500                                 | 11,1                              |

## Piąta generacja

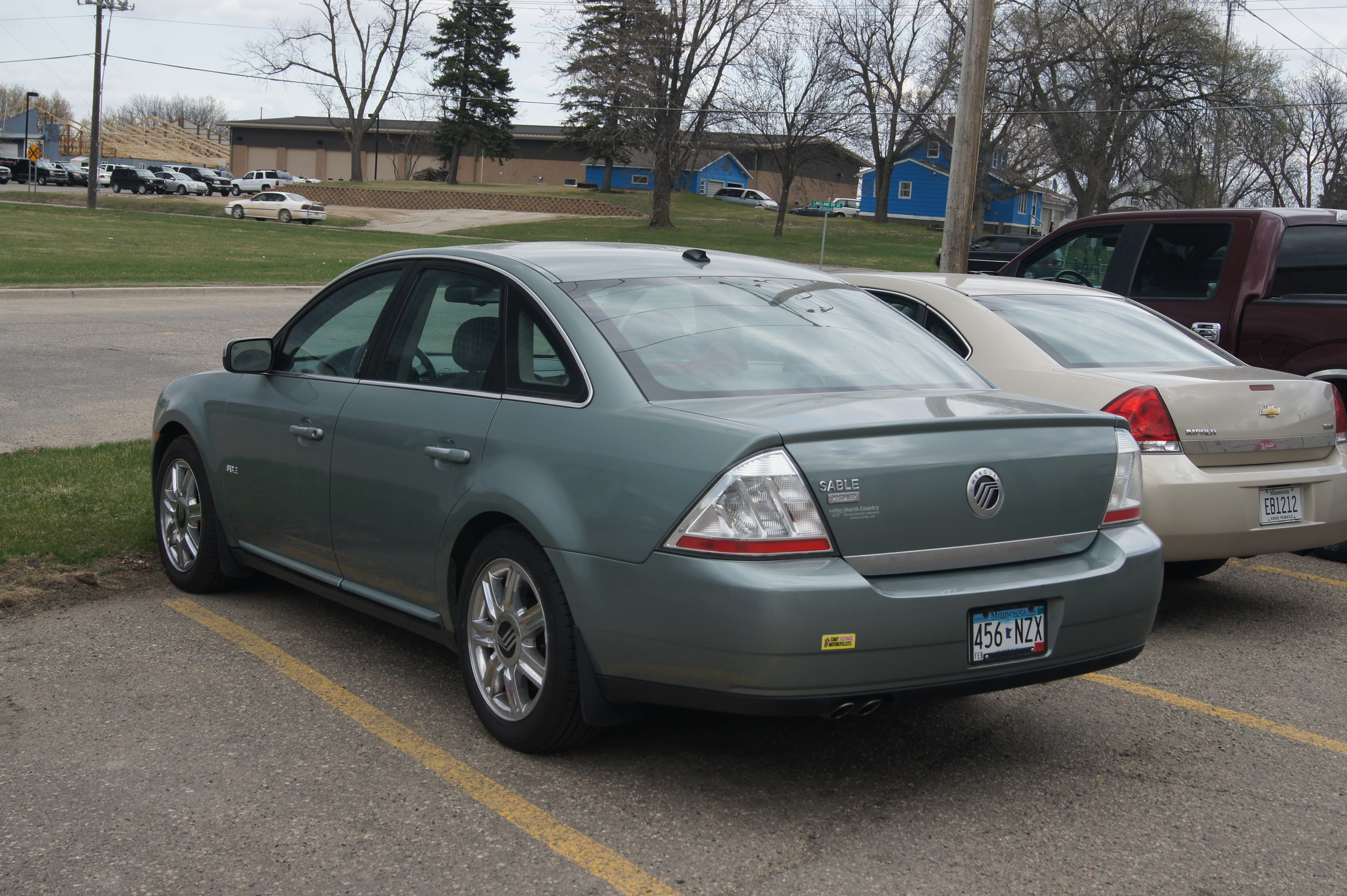
Mercury Sable V – tył

Mercury Sable V został zaprezentowany po raz pierwszy w 2007 roku.
W 2004 roku koncern Forda postanowił zastąpić bliźniaczego Taurusa i Mercury Sable konstrukcjami nowej generacji z innymi nazwami – Five Hundred i Montego. Decyzja ta wywołała jednak kontrowersje i nie przyniosła dużym sedanom popularności, dlatego przy okazji modernizacji w 2007 roku postanowiono powrócić do tradycyjnych nazw. W efekcie, zmodernizowane Montego stało się Mercury Sable piątej generacji.
Dyrektor generalny Forda, Alan Mulally, powiedział, że nazywanie wszystkich nowych samochodów Mercury na literę „M” (i analogicznie Fordów na „F”) było złym posunięciem, ponieważ niepotrzebnie utrudniło ono rozpoznanie poszczególnych aut przez klientów.
Zmiany w stosunku do Montego obejmują nową przednią i tylną część nadwozia, lekko zmienione wnętrze, seryjne instalowanie 3,5-litrowego, 266-konnego silnika Cyclone V6, a także tradycyjnej automatycznej skrzyni biegów 6F (poprzednia bezstopniowa skrzynia CVT bardzo obniżała możliwości dość słabego jak na samochód tej wielkości i wagi 3,0-litrowego silnika Duratec 30 V6).
Agencja NHTSA, przeprowadziła serię testów zderzeniowych Sable. Ich wyniki są identyczne z tymi z Taurusa – maksymalna ilość punktów dla kierowcy i pasażera w zderzeniach czołowym i bocznym. Te bliźniacze samochody zostały nazwane „najbezpieczniejszymi dużymi sedanami na rynku”.

### Wersje wyposażenia
| Wersja           | Lata   | Silnik           | Skrzynia biegów           |
| ---------------- | ------ | ---------------- | ------------------------- |
| Standard Premier | 2007 - | 3,5 l Cyclone V6 | 6-biegowa automatyczna 6F |

### Dane techniczne
| Silnik        | Układ i liczba cylindrów | Pojemność skokowa [cm³] | Moc maksymalna [KM (kW) przy obr./min] | Maksymalny moment obrotowy [Nm przy obr./min] | Średnie zużycie paliwa [l/100 km] |
| ------------- | ------------------------ | ----------------------- | -------------------------------------- | --------------------------------------------- | --------------------------------- |
| 3,5 l Cyclone | poprzecznie, V6          | 3496                    | 265 (195) przy 6250                    | 340 przy 4500                                 | 10,8 (4x2) 11,8 (4x4)             |

## Edycje specjalne
- W 1987 na rynek wprowadzono wersję LS Monochrome Edition, która oferowała koła, zderzaki i dolne części drzwi polakierowane na biało[2].

- W 1989 powstała wersja 50th Anniversary w celu uczczenia 50-lecia obecności marki Mercury na rynku. Powstało 50 sztuk, których wyposażenie obejmowało elementy z wersji GS i LS[11].

- Wersja 50th Anniversary posłużyła też za wzór do stworzenia Sable LTS, bliźniaka Taurusa SHO. Samochód ten miał używać podwozia, zawieszenia, oraz wnętrza SHO. Po debiucie sportowego Taurusa, zawieszono projekt takiego modelu, aby nie odbierał klientów dobrze przyjętemu SHO. Mimo to, w 1994 do gamy drugiej generacji wszedł LTS, ale był tylko bogato wyposażoną wersją LS[12].

- Na salon samochodowy w Detroit w 1988 r. wyprodukowano jednego Sable w wersji kabriolet. Zbudowano go na podwoziu sedana, ale karoseria i składany dach były wykonane specjalnie na potrzebę tego konkretnego samochodu. Projekt nie doczekał się jednak realizacji[13]. Jeden jedyny egzemplarz przebywał w magazynie firmy, aż w końcu przeznaczono mu numer VIN i przeznaczono do ruchu drogowego. Sprzedano go na serwisie aukcyjnym eBay w 2006 roku[14].